# Киятское озеро
Кия́тское озеро, а также Кия́т, Тарха́нское (укр. Кияцьке озеро, крымскотат. Qıyat gölü, Къыят голю) — солёное озеро, расположенное в северной части Красноперекопского района. Площадь водного зеркала — 12,5 км², 11,8 км². Тип общей минерализации — солёное. Происхождение — лиманное. Группа гидрологического режима — бессточное.

## География
Входит в Перекопскую группу озёр. Длина — 10 км. Ширина средняя — 1.2 км, наибольшая — 2.5 км. Глубина средняя — 2 м, наибольшая — 4 м. Общая площадь водосбора озера 68.4 км². Высота над уровнем моря: −4.0 м (урез воды на северном берегу), −2.1 м (урез воды на юго-восточном берегу). Озеро не используется. Ближайшие населённые пункты: сёла Уткино, Зелёная Нива, Крепкое — южнее озера, Вишнёвка — юго-восточнее, Смушкино — севернее.
Озеро имеет неправильную продолговато-овальную форму, оно вытянуто в направлении с северо-запада на юго-восток. Южная часть котловины сужена, северная расширена. Северная часть озера шире в три раза южной части. Береговая линия северной, западной и восточной частей озера обрывистый, с пляжами (высотой 6 м) и без соответственно (высотой 5 м). Соединено каналом (верхняя отметка воды 15 м, нижняя — 5.08) с дренажной системой и Северо-Крымским каналом. У северного и юго-восточного берегов расположено по одному артезианскому колодцу, у второго мощность 1200 л/м.
Многолетний сброс сточных вод Крымского содового завода (Северокрымский промышленный комплекс) в озера Красное, Старое и Киятское разрушил их экосистему. В изначальном природном состоянии уровень этих озёр был ниже уровня моря на 2—4,5 метра. В 1970-х годах Украинский НИИ соляной промышленности рассматривал их как уникальные, заполненные рапой высокого качества. Акватории этих озёр тысячелетиями служили пристанищами для полчищ пернатых. Сейчас их берега пустынны.
Среднегодовое количество осадков — менее 400 мм. Питание: подземные воды Причерноморского артезианского бассейна, сбросные и дренажные воды.

## История
Начиная с эпохи Боспорского царства и заканчивая эпохой Российской империи регион играл важную роль в торговле солью, этим бесценным богатством средневековья, на котором правители и купцы наживали целые состояния.